# 鈴木真二
鈴木 真二 （すずき しんじ、1953年9月11日 - ）は、日本の航空工学者。東京大学名誉教授、東京大学未来ビジョン研究センター特任教授。
工学博士（東京大学・1986年）。専門は、航空機力学、無人航空機、航空イノベーションなど。

## 経歴

### 学歴
- 1972年 3月 - 愛知県立旭丘高等学校卒業
- 1977年 3月 - 東京大学工学部航空学科卒業
- 1979年 3月 - 東京大学大学院工学系研究科航空宇宙工学専攻修士課程修了
- 1986年 3月 – 東京大学より工学博士の学位を取得

### 職歴
- 1979年 4月 - 株式会社豊田中央研究所入社
- 1986年 10月 - 東京大学工学部助教授（航空学科）
- 1992年 7月~1993年4月 - Purdue パデュー大学客員研究員
- 1996年 9月 – 東京大学大学院教授
- 2000年 10月~2001年 3月 - 東京大学総長補佐
- 2009年 4月~2011年 3月 - 東京大学工学部国際教育推進機構長（兼務）
- 2009年 8月 – 東京大学航空イノベーション総括寄付講座[1]代表（兼務）
- 2014年 4月~2017年 3月 - 東京大学広報室長（兼務）
- 2018年 10月 – 東京大学工学部 スカイフロンティア社会連携講座[2]特任教授(兼務）
- 2019年 4月~現在 – 東京大学未来ビジョン研究センター[3]特任教授
- 2019年 6月 – 東京大学名誉教授

### その他役職
- NHK教育テレビジョン サイエンスZERO　コメンテータ (2004-2011)
- 一般社団法人 日本航空学会会長（2011年度）
- 一般社団法人 日本機械学会副会長 (2017年度)
- ICAS[4](国際航空科学連盟)President（2019-2020）
- 日本学術会議連携会員 (2015年~現在)
- 日本航空宇宙学会　全日本飛行ロボットコンテスト[5]実行委員長 (2006-2016年度)
- 一般社団法人 日本UAS産業振興協議会[6]理事長 (2014-)
- 一般財団法人 総合研究奨励会 日本無人機運行管理コンソシアム[7]代表 (2016-)
- あいち航空ミュージアム館長（非常勤）(2018-)
- 一般社団法人 航空イノベーション推進協議会[8]代表理事 (2018-)
- 福島ロボットテストフィールド[9]所長（非常勤） (2019-)
- 一般社団法人 ドローンサービス推進協議会[10]代表理事 (2020-)
- 日本エアモビリティ総合研究所（JAM総研）所長（2024-）

## 著書
- 『力学入門 (Mathematicaで学ぶシリーズ)』（コロナ社）（単著）(1999) ISBN 978-4339077520
- 『それは足からはじまったーモビリティーの科学』（技報堂出版)（編、著）(2000) ISBN 978-4765516105
- 『ライト・フライヤー号の謎―飛行機をつくりあげた技と知恵 』（技報堂出版)（単著）(2002) ISBN 978-4765544313
- 『飛行機物語―羽ばたき機からジェット旅客機まで』（中央公論新社)（単著）(2003) ISBN 978-4121016942
- 『ライト兄弟 (小学館版 学習まんが人物館)』(小学館）（監修）(2008) ISBN 978-4092700215
- 『史上最強カラー図解 プロが教える飛行機のすべてがわかる本 』（ナツメ社）（監修）(2009) ISBN 978-4816346392
- 『ヴィンテージ飛行機の世界』（PHP研究所）（監修）(2009) ISBN 978-4569772738
- 『史上最強カラー図解　プロが教える飛行機のメカニズム』（ナツメ社）（監修）(2010) ISBN 978-4816349928
- 『現代航空論: 技術から産業・政策まで』（東大出版会）（編、著）(2012) ISBN 978-4130721509
- 『飛行機物語―航空技術の歴史』 (筑摩書房)（単著）(2012) ISBN 978-4480094988
- 『落ちない飛行機への挑戦: 航空機事故ゼロの未来へ』（化学同人）（単著）(2014) ISBN 978-4759813579
- 『ダイナミック図解 飛行機のしくみパーフェクト事典』（編、ナツメ社）（監修）(2015) ISBN 978-4816357725
- 『トコトンやさしいドローンの本』（編、日刊工業新聞社）（編、著）(2016) ISBN 978-4526076206
- 『ドローンが拓く未来の空: 飛行のしくみを知り安全に利用する』（化学同人）（単著）(2017) ISBN 978-4759816730
- 『航空から見た戦後昭和史:ビートルズからマッカーサーまで』（原書房）（監修）(2017) ISBN 978-4562053674
- 『きちんと知りたい! ドローンメカニズムの基礎知識』（編、日刊工業新聞社）（編、著）(2018) ISBN 978-4526078484
- 『1964東京五輪聖火空輸作戦』（原書房）（監修）(2018) ISBN 978-4562054794
- 『日仏航空関係史: フォール大佐の航空教育団来日百年』（共著、東京大学出版会）（編、著）(2019) ISBN 978-4130611633
- 『航空安全基礎知識』（株式会社イプロス、Tech Note）(単著）(2021)
- 『カーボンニュートラルの基礎知識（航空分野編）』（株式会社イプロス、Tech Note）（単著）(2022)
- 『日本の先進技術と地域の未来』（東大出版会）松原宏・地下誠二［編］、第10章 ドローン・空飛ぶクルマと地域の未来［執筆］（2022）ISBN 978-4130461368
- 『ドローン活用入門』（東京大学出版会）鈴木真二・中村裕子[編著］(2022) ISBN 978-4130628457

## 受賞
- Industrial Research Magazine IR[11] - 100 award (1986) (共同）
- 優秀講演発表賞、自動車技術会 (2004)
- 工学教育賞　文部科学大臣賞、日本工学教育協会[12] (2007)（共同）
- 消防庁長官賞　特別賞、消防庁 (2008) （共同）
- 日本機械学会フェロー、日本機械学会 (2009)
- 日本機械学会交通・物流部門功績賞、日本機械学会 (2010)
- JRM表彰賞、日本機械学会ロボティクス・メカトロニクス部門 (2012) （共同）
- 日本機械学会交通・物流部門大会賞、日本機械学会 (2013) （共同）
- 工学教育賞　日本工学教育協会 (2013)（共同）
- 日本航空宇宙学会フェロー、日本航空宇宙学会	(2013)
- 第7回「住田航空奨励賞][13]、公益財団法人交通研究協会 (2014)
- 名誉会員、日本航空宇宙学会 (2019)
- MM総研大賞2019（2019）（団体）
- 名誉員、日本機械学会 (2021)
- Honorary Fellow, ICAS (International Council of the Aeronautical Sciences) (2022)
- 経済産業大臣感謝状（2024）（団体）
- 陸上自衛隊第10師団感謝状（2024）（団体）
- 航空功績賞、一般財団法人日本航空協会（2025）